# Тюркологія
Тюркологія — сукупність гуманітарних наук, що вивчають мови, етнографію, історію, літературу, фольклор народів які говорять тюркськими мовами.
Перші описи Османської імперії в європейській літературі належать до XV — XVI століть (баварець Х. Шільбергер, саксонець А. Олеарій, француз Бусіко, австрієць О. Бусбек, веніціанець М. Поло та інші).

## Розвиток тюркології в Україні
Перші спроби поставити тюркологію в Україні на той рівень, на якому вона розвивалася в Європі, пов'язуються з іменем всесвітньовідомого орієнталіста Агатангела Кримського (1871—1945 рр.), який почав свою наукову кар'єру в Москві. Одразу ж після повалення царизму він переїжджає в Україну і очолює Тюркологічну комісію Української Академії Наук. У 1918 р. в Києві було відкрито Інститут східних мов, який пізніше перейменували на близькосхідний інститут. З 1925 р. цей інститут стає Всеукраїнським центром наукового сходознавства, а з 1926 р. — Всеукраїнською науковою асоціацією сходознавства у Харкові. Виходив також журнал «Східний світ».
У Києві до 1931 під керівництвом А. Кримського Тюркологічна комісія при УАН видала «Історію Туреччини», «Історію Туреччини та її письменства», «Вступ до історії Туреччини», «Тюрки, їх мова і література» тощо.  Однак, праці А. Кримського потрапляють під заборону, а деякі рукописи його праць і досі неопубліковані. Після 1930 р. Агатангелу Кримському було заборонено друкувати свої праці, а самого вченого було вивезено до Казахстану, де він і помер у тюрмі. Разом з ним було знищено і все українське сходознавство, в тому числі й тюркологію.
Українські тюркологи тодішнього й пізнішого часу: Василь Дубровський, Євген Завалинський, О. Самойлович, X. Надель, О. Ганучець, Лев Биковський, Омелян Пріцак. З українських мистців працював якийсь час у Туреччині — Олексій Грищенко («Два роки в Константинополі», франц. видання 1930, укр. 1961).

## Незалежна Україна
Зі становленням незалежної української держави центром тюркської культури стали факультети сходознавства у Сімферопольському університеті імені Вернадського та Індустріально-педагогічному інституті.
З 1991 р. виникають оптимістичні надії на повноцінний розвиток тюркології в Україні, проте вони справдились лише частково. Активні економічні й торговельні взаємини України з Туреччиною викликали у керівників навчальних закладів бажання відкрити відділення тюркології й набирати студентів на навчання за контрактом. Але відсутність викладачів турецької мови призвело до того, що у вищих школах Одеси, Ізмаїла, Харкова, Дніпропетровська навчання проводили люди, котрі могли навчити студентів розуміти побутову мову, але не давали базових наукових знань.
Сьогодні турецьку мову вивчають у Києві в Київському національному університеті ім. Т. Шевченка, в Київському лінгвістичному університеті, Таврійському національному університеті імені В.І.Вернадського та деяких інших освітніх закладах.[джерело?] .
У 2009 році було засновано Науково-дослідний Центр орієнталістики імені Омеляна Пріцака. Тюркологія є одним із основним напрямків роботи центру. Зокрема в Центрі міститься Меморіальна бібліотека, що містить велику кількість матеріалів з тюркології.